# ریاض فرید حجاب
ریاض فرید حجاب (زاده ۱۹۶۶)، سیاستمدار سوری است که از ژوئن تا اوت ۲۰۱۲ نخست‌وزیر سوریه تحت ریاست‌جمهوری بشار اسد بود. او در ۶ اوت ۲۰۱۲ به مخالفان سوری بشار اسد در جنگ داخلی سوریه پیوست. تلویزیون دولتی سوریه خبر داده بود او برکنار شده اما با فاصله کمی کسی که ادعا می‌کرد سخنگوی اوست و برخی سرویس‌های خبری از قول او گفتند او از رژیم ترور جدا شده و به صف انقلاب پیوسته است.
ریاض حجاب از اعضای قدیمی حزب بعث سوریه و از اهالی شهر دیرالزور در شرق این کشور بود. بشار اسد، رئیس‌جمهور سوریه، پس از خروج وی از این کشور، عمر غلاونجی را جایگزین وی کرد.